# Wedelia serrata
Wedelia serrata là một loài thực vật có hoa trong họ Cúc. Loài này được Rich. miêu tả khoa học đầu tiên.